# ميرتل ألين
ميرتل ألين (بالإنجليزية: Myrtle Allen)‏ (13 مارس 1924 - 13 يونيو 2018) هي رئيسة طهاة أيرلندية حائزة على نجمة ميشلان، وكانت شريكة في مطعم غرفة ييتس في منزل باليمالو في شاناجاري، بمقاطعة كورك. بالإضافة إلى مسيرتها المهنية في الطهي، كانت أيضًا كاتبة ومديرة فندقية ومعلمة.

## حياتها
والدها هنري هوتون هيل، وجدها آرثر هيل، وهما من أبرز المهندسين المعماريين في كورك. كانت عضوًا في جمعية الأصدقاء الدينية (الكويكرز).
في عام 1943، تزوجت ميرتل هيل من إيفان ألين، وهو مزارع خضار، كان يعمل في مزرعة كينوت في شاناجاري.  في عام 1947 اشترى الزوجان منزل بليمله والمزرعة المحيطة بها. أدار إيفان مزرعة الفاكهة والخضروات وعمل في كينويث، بينما كانت زوجته تعتني بالأطفال والمنزل. في وقت لاحق، في عام 1958، ورث إيفان ألين كينيث من ويلسون سترانجمان، المالك المتوفى.